# Tjocksvansad pungråtta
Tjocksvansad pungråtta (Lutreolina crassicaudata) är ett däggdjur i familjen pungråttor och den var fram till 2014 den enda arten i sitt släkte. Sedan blev Lutreolina massoia beskriven. Arten förekommer i Sydamerika och hämtar sin föda ibland från vattnet.

## Utseende
Djuret påminner i kroppsbyggnaden om en vessla. Den tjocka men inte helt vattentäta pälsen har en mörkgul till brun färg och extremiteterna är korta. Som namnet antyder är den håriga svansen vid övergången till bålen tydlig tjock. Den kan i motsats till svansen hos några andra pungråttor inte användas som gripverktyg. Hos vissa individer är ett 5 cm långt område på svansens undersida naken. Öronen är jämförelsevis små och nosen kort. Individerna når en kroppslängd mellan 21 och 45 centimeter, en svanslängd mellan 21 och 31 centimeter samt en vikt mellan 200 och 540 gram.
Honor har en väl utvecklad pung (Marsupium) och ungefär 9 spenar.

## Utbredning och habitat
Tjocksvansad pungråtta förekommer i Sydamerika i flera från varandra skilda områden som kan tillskrivas två regioner, den ena i norra delen (Colombia och Guyana) och den andra i centrala Sydamerika (Bolivia, södra Brasilien, norra Argentina). Habitatet utgörs främst av gräsmark, ofta nära vattenansamlingar. I bergstrakter hittas pungråttan upp till 1800 meter över havet.

## Ekologi
Djuret vistas främst på marken men den har bra förmåga att klättra i träd och att simma. Tjocksvansad pungråtta är aktiv på natten och sover i självbyggda bon av gräs och bladvass, i underjordiska bon som skapades av andra djur eller i trädens håligheter.
Arten livnär sig mer än andra pungråttor av kött. Den äter mindre ryggradsdjur (fåglar, gnagare, kräldjur, groddjur och fiskar) samt insekter och krabbor. I viss mån äter den även frukter. Ibland uppsöker den människans boplatser för att fånga tamhöns eller duvor.

## Fortplantning
Arten är troligen mer social än andra pungråttor. I fångenskap levde några individer utan strider tillsammans. Honor kan ha två kullar per år och dräktigheten varar ungefär två veckor. Sedan lever ungarna en tid i pungen och efteråt stannar de ett tag i bon av blad. Det är okänt hur länge ungarna dias och när de blir könsmogna. Livslängden går upp till tre år.

## Hot
Tidigare jagades tjocksvansad pungråtta för pälsens skull men pälsens kvalitet uppskattades sällan och därför jagas idag nästan inga individer. I några regioner som norra Argentina blev arten sällsynt på grund av habitatförlust. IUCN betraktar populationen som stabil och klassificerar arten som livskraftig (least concern).